# Èric Bertran i Martínez
Èric Bertran i Martínez (Barcelona, 4 april 1990) is schrijver en catalanist. Hij werd bekend toen een speciale eenheid van de Spaanse anti-terreurbrigade met meer dan twintig manschappen in september 2004 zijn huis in Lloret de Mar overviel omdat hij als veertienjarige in naam van het op Harry Potter geïnspireerde Leger van de Fenix een drietal supermarkten aangeschreven had met de vraag de waren ook in het Catalaans te etiketteren.

## Biografie
Sedert 1995 leefde Bertran een doodgewone jeugd in Lloret de Mar. Hij publiceert een blog, schreef regelmatig opinieartikelen in lokale publicaties en is een catalanistisch activist.
In 2004 schreef hij als veertienjarige een e-mail naar drie Spaanse supermarkten waarin hij, in naam van het Leger van de Fenix, geïnspireerd op Harry Potter-figuren uit de gelijknamige roman van Joanne Rowling, eiste dat meer producten Catalaanstalige etiketten zouden dragen. Een van de supermarkten diende een klacht bij de politie in, met als gevolg dat enkele dagen later een speciale antiterreur-brigade met meer dan 20 personen van de Guardia Civil speciaal uit Madrid werd overgevlogen voor een razzia op het huis van de vermeende terrorist, zonder enig voorafgaand onderzoek naar de achtergronden. Zijn ervaringen in de groteske situatie met de elite-politie en later als veertienjarige voor het hooggerechtshof in Madrid heeft hij neergeschreven in een boek waarvan de eerste oplage van 10.000 exemplaren in anderhalve maand uitverkocht was. De overdreven reactie van het politieapparaat leidde tot enige parlementaire interpellaties in het Spaanse Congres van Afgevaardigden.
Het psychologisch onderzoek van Èric en zijn familie, dat in opdracht van het hooggerechtshof werd uitgevoerd, kwam tot enkele merkwaardige conclusies. Het gebruik van het Catalaans in de familie werd beschouwd als: «een gebrek aan kritische zin tegenover de feiten in een gezin dat het gebruik van de Catalaanse taal als een primordiale factor opeist wat ertoe leidt dat Èric uitdrukkingen gebruikt zoals “ik ben nooit naar Spanje geweest, vandaag is het de eerste keer” en “de Spanjaarden verhinderen ons met onze eigen ploeg aan de internationale hockeywedstrijden deel te nemen” en wat de psychiatrische experts ertoe bracht te besluiten dat Èric, mede door het pacifisme van zijn ouders, in een pathogeen milieu met weinig realiteitsbesef leeft.
In 2007 volgde zijn tweede publicatie, L'institut de la vergonyà, vrij vertaald Het instituut van de schaamte waarin hij het moeizame en soms pijnlijke proces van de terugkeer naar de normaliteit, zowel voor zichzelf op zijn middelbare school als voor zijn familie beschrijft.
Na het roemruchte incident heeft Bertran zijn studies afgewerkt en zich politiek in de jongerenafdeling van partij  (CDC) geëngageerd.

## Theater- en filmbewerking
In 2007 werd deze ongewilde schelmenroman door de regisseur Pere Planella i Reixach tot een theaterstuk verwerkt. In 2011 is de regisseur Joel Joan met de verfilming begonnen. Bij de lancering van de film Fènix 11*23 op het Iberische schiereiland op 9 november 2012 was het van het eerste weekend een succes.

## Prijzen
- 2006: "Segador de l'any"[11]
- 2007: Jaume I van Acció Cultural del País Valencià

- Biblioteca Nacional de España: XX1755926
- International Standard Name Identifier: 0000 0000 6089 0800
- Virtual International Authority File: 87538802
- WorldCat: E39PBJwmXkDVkkYcpqJWtT6BT3